# Antonio Sánchez González
Antonio Sánchez González (nacido en 1954), historiador español, es uno de los máximos especialistas de las Casas Nobiliares españolas peninsulares, siendo la máxima autoridad en lo que al estudio de la Casa Ducal de Medinaceli y sus agregadas se refiere. 

## Perfil académico y profesional
Sánchez González se licenció en Filosofía y Letras por la Universidad de Sevilla, donde posteriormente cursaría su Doctorado en Historia. Es máster en Docencia Universitaria y en la actualidad ejerce como Catedrático de Ciencias y Técnicas Historiográficas en la Universidad de Huelva.
Ha sido profesor invitado en múltiples Universidades nacionales (Universidad de Barcelona, Sevilla, Alcalá, Valencia, Cádiz, Universidad Nacional de Educación a Distancia, Complutense de Madrid, Universidad Internacional Menéndez Pelayo, entre otras) y extranjeras (París-La Sorbona, Palermo, Messina, Porto o la Católica de Temuco, por destacar algunas). 
Ha sido, hasta el momento, profesor de numerosos cursos de especialización impartidos en empresas y organismos públicos asociados a transferencia de resultados (de Archiveros de la Junta de Andalucía, del Colegio de Doctores y Licenciados en Filosofía y Letras de Sevilla, de la Escuela‑Taller “Campo de Archivos” del Archivo Histórico Nacional, del Ateneo de Cerdanyola del Vallès o de la Confederación de Empresarios de Andalucía, entre otros organismos). 
Ha participado en innumerables Congresos, Seminarios, Simposios, Jornadas y Mesas redondas, tanto como ponente como director de algunos de ellos. Además, ha sido y es investigador principal o miembro integrante de diversos proyectos y equipos de investigación, nacionales e internacionales: 
- Documentos inéditos para la Historia de España y Europa en la sección 'Archivo Histórico' de la Fundación Casa Ducal de Medinaceli: inventario y catalogación (Proyecto DGICYT PB87‑0838, trienio 1988‑91).
- Estudio y edición de los Pergaminos sicilianos del fondo `Mesina´ del Archivo Ducal de Medinaceli (Ministero per i Beni Culturali italiano, 1990-2004).
- Monarquía y Alta Nobleza: la imagen del poder en el Archivo Ducal de Medinaceli (Proyecto DGICYT PB93-1061, trienio 1994-97).
- Patrimonio documental y bibliográfico de Andalucía y América: Fuentes para su estudio (Grupo PAI -Humanidades n.º 340 de la Junta de Andalucía, 1993-2010…).
- Archivio Storico Multimediale del Mediterraneo (ASMM), Proyecto del Ministero per i Beni e le Attività Culturali de Italia – Archivio di Stato di Catania (2006-2012).
- Ovidiana: comentario crítico-textual y edición del texto de las Metamorfosis” (Proyecto I+D+I del Ministerio de Educación y Ciencia español, Programa Investigación Fundamental, 2008-2012).
- La colección de Mapas, planos y dibujos del Archivo Ducal de Medinaceli: catalogación y estudio. Proyecto HAR2013-41500-P (2013-2017).
- La casa señorial en Galicia (Siglos XIII-XVI). Materiales para su estudio. Proyecto HAR2017-82480-P (2018-2021).
- Sistemas fiscales y construcción estatal: Castilla, centros y periferias (1250-1550). Proyecto PID2021-126283NB-I00 (2022-2024).

Fue Director del Archivo y Biblioteca Ducal de Medinaceli y de la “Fundación Casa Ducal de Medinaceli” (1980-2000) y entre 2008 y 2013 fue responsable de la puesta en marcha del Archivo de la Universidad de Huelva.

## Obra
Gracias a su experiencia como Director del Archivo y Biblioteca de la Casa Ducal de Medinaceli, Sánchez González ha publicado múltiples obras en relación con ello, destacando:

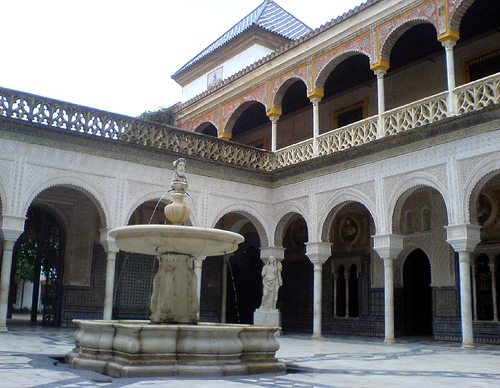
Patio principal de la Casa Pilatos, lugar donde Sánchez González ha pasado largos tiempos de estudio.

### Libros
- Documentación de la Casa de Medinaceli: El Archivo General de los Duques de Segorbe y Cardona. Madrid: Ministerio de Cultura de España, 1990. ISBN 84 7483 600 X. Con Vicente Lleó Cañal.
- La Casa de Pilatos, Palacio de San Andrés o de los Adelantados. Sevilla: Ediciones Guadalquivir, 1990. ISBN 84-86080-39-8.
- El Archivo condal de Ampurias. Historia, organización y descripción de sus fondos. Girona: Columna-El Pont de Pedra, 1993. ISBN 84-86612-29-2.
- Medinaceli y Colón. La otra alternativa del Descubrimiento. Madrid: Mapfre, 1995. ISBN 84-7100-648-0.
- El Archivo Cronológico-Topográfico. Arte de archiveros, de Froilán Troche y Zúñiga. Edición y estudio crítico. Sevilla: Padilla ediciones, 1996. ISBN 84-89769-06-0.
- Arte de leer escrituras antiguas. Paleografía de lectura. Huelva: Universidad de Huelva, 2003. ISBN 84-95699-78-8. Con Manuel Romero Tallafigo y Laureano Rodríguez Liáñez.
- Medinaceli y Colón. El Puerto de Santa María como alternativa del viaje de Descubrimiento. El Puerto de Santa María: Ayuntamiento, 2006. ISBN 84-89141-90-8.
- El Archivo de los Adelantados mayores de Andalucía. Sevilla: Universidad de Sevilla, 2014. ISBN 978-84-472-1526-3.
- El Archivo de los Caudillos del reino de Jaén, Casa de Santisteban del Puerto. Jaén: Instituto de Estudios Giennenses - Diputación Provincial de Jaén, 2015.ISBN 978-84-92876-39-6.
- El señorío y marquesado de Solera: Historia, Archivo y Documentos.Granada: editorial Atrio, 2016. I Premio de investigación historiador Tomás Quesada, 2015. ISBN 978-84-15275-51-0.
- El arte de la representación del espacio: mapas y planos de la colección Medinaceli. Huelva: Universidad de Huelva, 2017.
- Arte de leer escrituras antiguas. Paleografía de lectura. Huelva: Universidad de Huelva, 2018. eISBN 978-84-17288-15-0.

### Capítulos de libros
- “Los estados catalanes agregados a la Casa Ducal de Cardona”. Madrid, Hidalguía, 1985.
- “Aportación a la documentación cartujana de Val de Cristo”, en La Cartuja de Vall de Crist (1385‑1985). Castellón, 1986.
- “Fondos documentales portugueses en el Archivo Ducal de Medinaceli en Sevilla”, en Actas de las II Jornadas de Historia sobre Andalucía y el Algarbe (Siglos XIII‑XVIII). Écija, 1990.
- “El Archivo Ducal de Medinaceli y sus perfiles americanistas”, en El Reino de Granada y el Nuevo Mundo. Granada, 1994.
- “De Mesina a Sevilla: El largo peregrinar de un archivo siciliano por tierras españolas”, en el libro Mesina. Il ritorno della memoria. Palermo, Edizioni Novecento, 1994.
- “Los Archivos de la Nobleza: perspectivas para la investigación”, en Archivos e Investigación. Murcia, 1996.
- “Los fondos documentales de la Casa Ducal de Medinaceli. El caso particular de la documentación del estado de Feria”, en Actas del Congreso Conmemorativo del VI Centenario del Señorío de Feria (1394-1994). Mérida, Editora Regional de Extremadura, 1996.
- “Heráldica, Linaje y Nobleza”, en De sellos y blasones. Sigiloheráldica para archiveros. Carmona, 1996.
- “El Archivo General de la Casa Ducal de Medinaceli: un modelo de aportación de los Archivos Nobiliarios españoles a la ciencia Archivística”, en Il futuro della memoria. Roma, 1997.
- “La documentación patrimonial del secretario de Carlos V”, en Francisco de los Cobos y su época. Madrid, Electa, 1997.
- “El señorío y marquesado de Solera: estudio de sus fondos documentales”, en Villas, monasterios y señoríos. Estudios sobre el régimen señorial. Sevilla, 2003.
- “Batallas históricas en Andalucía: Edad Media”, en Ruta por las batallas históricas en Andalucía: entre la épica y la violencia (capº. 2: págs. 51-105). Sevilla, 2008.
- “Docencia aplicada en el aprendizaje de la Archivística”, edición digital en CD autoejecutable de las I Jornadas Andaluzas de Innovación Docente Universitaria editado por la AGAE. Córdoba, 2009.
- “Las garantías del poder: Capítulos matrimoniales y escrituras de conciertos, dotes y arras en el origen del marquesado del Cenete”, en Nobleza y Monarquía. Los linajes nobiliarios en el Reino de Granada. Siglos XV-XIX, Actas del Simposio nacional de Historia nobiliaria celebrado en Huéscar (Granada) del 16 al 18 de septiembre de 2010. Granada, 2010.
- “Método de casos y docencia aplicada: Conexión teórico-práctica en el aprendizaje de la Archivística, una oportunidad para afrontar una salida profesional del licenciado en Historia y Humanidades”, en Reflexionar sobre docencia universitaria, Sevilla: Fénix Editora, 2010.
- "Ayamonte: datos para una historia basada en fuentes documentales", en XVI Jornadas de Historia de Ayamonte. Huelva: Diputación Provincial, 2012.
- "Colón y el Duque de Medinaceli: la alternativa señorial del Puerto de Santa María]]", en Descubridores de América: Colón, los marinos y los puertos, Madrid, Sílex Ediciones, colección “Sílex Universidad”, 2012.
- "¡Ni que fuera Osuna! Un guion cinematográfico por escribir", en Actas II Congreso Internacional Historia Literatura y Arte en el cine en español y portugués: "De los orígenes a la revolución tecnológica del siglo XXI". Salamanca: Universidad de Salamanca, 2013.
- "Política archivística de Francisco de los Cobos: De la documentación de Estado a la documentación de sus estados", en Alma Litera. Estudios dedicados al Profesor José Manuel Ruiz Asencio Valladolid: Universidad de Valladolid, 2014.
- "Fortificaciones para custodia de las escrituras: algunas muestras emblemáticas de Archivos-fortalezas", en Proceedings of the International Conference on Fortified heritage: management and sustainable development, Pamplona, 2015, pp. 501-516.
- "El `Arte de leer escrituras antiguas`: Un manual universitario paradigma de patrimonio documental", en Patrimonio y Educación. Granada, Universidad de Granada, 2015, pp. 89-95.
- "Nobleza y gestión de documentos: el reglamento del Archivo de los marqueses de Comares (1618)", en “Dicebamus hesterna die…” Estudios en homenaje a los profesores P. J. Arroyal Espigares y M. T. Martín Palma. Málaga: Universidad de Málaga, 2015, pp. 542-565.
- "Papeles de ida y vuelta del virrey del Perú Diego de Benavides (1660-1666)", en El Archivo de General de Indias: El valor del documento y la escritura en el gobierno de América, Madrid: Ministerio de Cultura, 2016, pp. 245-256.
- "Nobleza, Archivo y Mayorazgo", en Escritura y sociedad: la nobleza, Santiago de Compostela: Servizo de Publicacións e Intercambio Científico da USC, 2017, pp. 329-342.
- "Planos de fortificaciones mediterráneas y de ultramar en la colección Medinaceli", en Defensive Architecture of the Mediterranean. XV to XVIII centuries, vol. V: Proceedings of the International Conference on Modern Age Fortifications of the Mediterranean Coast, FORTMED 2017 / Echarri Iribarren, V. (ed.), Alicante: Universidad de Alicante Publicacions, 2017, pp. 207-214.
- "La Casa ducal de Medinaceli y sus principales agregadas: Linajes y estados", en Casa Nobre: um património para o futuro, tomo I: Memória Histórica, Arquivos e Documentação familiar, Arcos de Valdevez- Portugal, 2017, pp. 27-52.
- "El Archivo Ducal de Medinaceli: un Archivo de archivos", en Casa Nobre: um património para o futuro, tomo I: Memória Histórica, Arquivos e Documentação familiar, Arcos de Valdevez- Portugal, 2017, pp. 557-588.
- "Los mapas y planos del Archivo Ducal de Medinaceli, una colección iconográfica singular: origen, procedencias y generalidades", en A. Sánchez González (ed.), El arte de la representación del espacio: mapas y planos de la colección Medinaceli, Huelva: Universidad de Huelva, 2017, pp. 17-38.
- "Planimetría histórica y revolución industrial, un binomio aplicado a nuevas formas de habitabilidad de la aristocracia en el tránsito del siglo XIX al XX", en Patrimonio Industrial: Pasado, presente y futuro, Actas del II Congreso internacional de Patrimonio Industrial y de la Obra Pública, Sevilla: Diputación Provincial de Sevilla, 2019, pp. 28-40.
- "De moradas del señor a bodegas: planimetría histórica y transformación urbana de El Puerto de Santa María", en Nuevos retos internacionales del vino en Andalucía, C. García Barroso y M. Ceballos Moreno (coords.), Actas del Congreso Internacional del Vino en Andalucía, Cádiz: Diputación Provincial de Cádiz, 2019, vol. 2, pp. 351-368.
- "Participación notable de algunos nobles peninsulares del siglo XV en la expansión ultramarina", en Los orígenes de la expansión europea. Ceuta]], 2015 / coord. Fernando Villada. Actas del Congreso Internacional del mismo nombre, Ceuta: Instituto de Estudios Ceutíes - UNED, 2019, tomo I, pp. 491-506.
- "Papeles `inútiles´ de don Juan de Austria sobre la Guerra de las Alpujarras: Distinta consideración de los documentos en función del valor asignado", en Patrimonio, Cultura y Turismo. Claves para la activación económica y demográfica de La Alpujarra / Ortega Chinchilla, M.ª José y Ruiz Álvarez, Raúl (eds.), Granada: Editorial Universidad de Granada, 2021, pp. 271-294.

### Artículos
- “El Archivo de los Condes y Marqueses de Pallars: génesis, evolución y organización documental”, Collegats, 1 (1987), pp. 163-186.
- “El Puerto de Santa María y el Descubrimiento de América: Juan de la Cosa”, Cuadernos Monográficos del Instituto de Historia y Cultura Naval, XXXV: Juan de la Cosa (2000), pp. 23-48.
- “Don Luis de la Cerda, 500 años después”, Revista de Historia de El Puerto, 27 (2001), pp. 65-86.
- “Don Juan de la Cerda, un portuense al frente de la Casa de Medinaceli”, Revista de Historia de El Puerto, 29 (2002), pp. 11-41.
- “Segorbe: señorío, ducado y municipio independiente”, Boletín de la Sociedad Castellonense de Cultura, 17 (2004), pp. 7- 28.
- “La fundación del monasterio portuense de la Victoria: un proyecto frustrado de panteón familiar de la Casa Ducal de Medinaceli”, Revista de Historia de El Puerto, 34 (2005), pp. 33-54.
- El Pallars en los libros manuscritos y la documentación del Archivo Ducal de Medinaceli, Espacio, Tiempo y Forma – Serie III: Historia Medieval, 20 (2007), pp. 235-263.
- “Baronías de los Moncada en los reinos de la Corona de Aragón: fondos documentales inéditos para su estudio”, Aragón en la Edad Media: Estudios de Economía y Sociedad, XX (2008), pp. 737-755.
- “La colección de Privilegios Rodados originales del Archivo Ducal de Medinaceli (1175-1458)”, Lope de Barrientos. Seminario de Cultura, 2 (2009), pp. 217-279.
- " Los privilegios rodados originales del Archivo Ducal de Medinaceli: I. Alfonso VIII de Castilla (1158-1214)", En la España Medieval, 35 (2012), pp. 367-412.
- " Los privilegios rodados originales del Archivo Ducal de Medinaceli: II. Alfonso X el Sabio, Rey de Castilla y León (1252-1284)", Lope de Barrientos. Seminario de Cultura, 7 (2014), pp. 211-253.
- “La escritura cifrada”, Tabularium, 1 (2014), pp. 92-100.
- “Dos desconocidos reglamentos de Archivos nobiliarios del siglo XVIII”, Vegueta: Anuario de la Facultad de Geografía e Historia, 16 (2016), pp. 481-506.
- “Los mapas y planos del Archivo Ducal de Medinaceli: Una contribución cartográfica al conocimiento”, Revista Catalana de Geografía, vol. XXIV, nº 59 (2019), s/p.
- “El Archivo del marquesado de Alcalá de la Alameda”, Documenta & Instrumenta, 17 (2019), pp. 147-173.
- “Mariano Osuna, entre la realidad y la leyenda”, Revista de Humanidades (UNED Sevilla), 39 (2020), pp. 151-174.
- “Pedro Peinador y la planimetría artística pacega de la Casa de Camarasa”, Cuadernos de Estudios Gallegos (CSIC- IEGPS Santiago de Compostela), vol. LXVII, núm. 133 (2020), pp. 133-161.
- “El Archivo de los Condes de Medellín, reposteros mayores del rey de Castilla”, Revista General de Información y Documentación, vol. 30 - 1 (2020), pp. 75-100.
- “Planimetría monumental de los caudillos del reino de Jaén en Santisteban del Puerto”, Revista de Estudios Andaluces, 40 (2020), pp. 29-42.
- “Documentos medievales de la Colección Salazar y Castro en la Real Academia de la Historia de España: Estudio de los privilegios rodados”, Intus-Legere Historia, vol. 14 - 2 (2020), pp. 124-150. Con Manuel García Fernández.
- “El Archivo de los Condes de Castellar, alfaqueques mayores de Castilla”, Chronica Nova, 46 (2020), pp. 347-379.
- “Un fondo documental en España sobre los Meneses de Portugal. Traiciones y lealtades a la Monarquía”, Boletim do Arquivo da Universidade de Coimbra, vol. XXXIII nº 2 (2020), pp. 13-41.
- “Algo más que un inventario documental: La Relação de papeis do Cartório de la Casa de Vila Real”, Promontoria: Revista do Departamento de História, Arqueologia e Património da Universidade do Algarve, 13 (2020-2021), pp. 171-188.
- “La Colegiata de Medinaceli a través de la documentación y planimetría artística de sus patronos”, Vegueta: Anuario de la Facultad de Geografía e Historia (Universidad de Las Palmas de Gran Canaria), 21 (2021), pp. 583-612.
- “Diplomática y e-Diplomática: Pasado y futuro de la validación documental”, Revista de Humanidades (UNED Sevilla), 42 (2021), pp. 229-256. Con Diego de la Prada Espina.
- “El Archivo señorial de los Adelantados de Castilla”, Documenta & Instrumenta, 19 (2021), pp. 213-246.
- “El Archivo señorial de Paracuellos, fondo documental de los marqueses de Malagón”, Vínculos de Historia, 10 (2021), pp. 278-297.
- “Los privilegios rodados del Archivo Ducal de Medinaceli: una sección facticia singular”, Edad Media. Revista de Historia, 22 (2021), pp. 385-412.
- “Cocentaina, el pueblo que se rebeló contra su señor por las escrituras del Archivo condal”, Cuadernos de Historia Moderna, vol. 46, 1 (2021), pp. 175-206.
- “Contribución a la historia constructiva del Pazo de Oca a través de la planimetría artística de sus propietarios”, Anales de Geografía de la Universidad Complutense, 41-1 (2021), pp. 207-237.
- “Cartografía y litigio territorial en los confines de Aragón y raya de Castilla: la pila bautismal que separa dos reinos”, Revista de Estudios Regionales, 120 (2021), pp. 165-189.
- “El Archivo señorial de El Viso, en los Alcores de Sevilla”, Revista General de Información y Documentación, vol. 31, 1 (2021), pp. 279-301.
- “El Archivo de los mariscales de Castilla, marqueses de Malagón”, Espacio, Tiempo Forma - Serie III: Historia Medieval, 34, vol. II (2021), pp. 915-948.
- “Los archivos del Cardenal: El fondo documental sevillano de D. Juan Pardo Tavera”, Studia Historica. Historia Moderna, vol. 43, 1 (2021), pp. 229-257.
- “Documentos de los Ulloa: el Archivo de los condes de Villalonso”, Cuadernos de Estudios Gallegos, vol. LXVIII, 134 (2021), pp. 187-211.
- “Una fundación familiar del cardenal Tavera: El Hospital de San Juan Bautista en Toledo”, Hispania Sacra, LXXIII, 148 (2021), pp. 403-417.
- “El Privilegio Rodado medieval. Cuando el documento resulta especialmente bello”, Quiroga. Revista de Patrimonio Iberoamericano, 20 (2021), pp. 162-175.
- “Relaciones familiares, sociales y nobiliarias de Diego de Deza”, Isidorianum, vol. 31, 1 – monográfico dedicado a fray Diego de Deza en el V Centenario de su muerte (2022), pp. 13-40.

### Otras colaboracioness
- Archivos Históricos: La Casa Ducal de Medinaceli”, en Historia‑16, 75 (Madrid, julio-1982), pp. 117‑122.
- “Nobleza, archivos y archiveros”, en Historia‑16, 332 (Madrid, diciembre de 2003), pp. 68-81.
- Escritura y propaganda patriótica: la “Gazeta de Ayamonte” en el contexto de la Guerra de la Independencia, en El Álbum de Fiestas de las Angustias, ediciones 2008-2022…
- “La importancia de la custodia de los documentos”, en La Balsita (2010).
- “Bulas de indulgencia de los siglos XVII y XVIII a la parroquia de las Angustias de Ayamonte”, en revista Las Angustias, 18 (2012).
- “Móra d´Ebre, una villa de la baronía de Entença, a través de la Recopilación documental de Llobet (1667)”, en La Riuada, Revista d´Informació Cultural, 37 (2016) y 39 (2018).
- “Santisteban del Puerto: Planimetría histórica del Archivo Ducal de Medinaceli”, en La Guaría - Cultura, Opinión y Pensamiento, 3 (2018) y 4 (2019).

### Algunas de sus más importantes conferencias
- “La Casa de Osuna y el duque don Mariano Téllez Girón” (Colegiata de Osuna, 1982).
- “Ampurias, el primer condado” (Castelló d’Empúries, 1987).
- “El patronazgo de la Virgen del Milagro sobre la Grandeza de España” (Palacio condal de Cocentaina, 1989).
- “Fuentes diplomáticas y paleográficas en los Archivos Nobiliarios” (Facultad de Geografía e Historia de la Universidad de Sevilla, 1989).
- "El Archivo General de la Casa Ducal de Medinaceli: un modelo de aportación de los Archivos Nobiliarios españoles a la ciencia Archivística", en Convegno Internazionale sugli Archivi di famiglie e di persone "Il futuro della memoria". Capri (Italia), 1991.
- "Señoríos y jurisdicciones de la Casa de Medinaceli, durante el siglo XVIII, en el Reino de Valencia", en Congreso de Historia conmemorativo del II Centenario de la Renovación de la Catedral de Segorbe (1791-1795). Segorbe, 1991.
- "Le pergamene messinesi: problemi di Diplomatica e criteri per l’edizione" (Aula Magna de la Universidad de Mesina, 1994).
- “El Pallars en los libros manuscritos y la documentación del Archivo Ducal de Medinaceli” (Sort-Lérida, 1997).
- “Bornos en la documentación del Archivo Ducal de Medinaceli, bajo la órbita de la Casa de Alcalá de los Gazules” (Bornos-Cádiz, 1997).
- “Els processos de formació dels dominis de la Casa Ducal de Medinaceli a Catalunya” (Arxiu Nacional de Catalunya, San Cugat del Vallés, 1999).
- “Don Luis de la Cerda, 500 años después” (El Puerto de Santa María –Cádiz, 2001).
- “Don Juan de la Cerda, un portuense al frente de la Casa de Medinaceli” (El Puerto de Santa María – Cádiz, 2002).
- “La fundación del monasterio portuense de Santa María de la Victoria (Puerto de Santa María): un proyecto frustrado de panteón de la Casa Ducal de Medinaceli” (El Puerto de Santa María – Cádiz, 2004).
- “Señores de Bornos: cultura y formas de vida de los Adelantados de Andalucía”. (Bornos – Cádiz, 2008).
- "Docencia aplicada en el aprendizaje de la Archivística", en Primeras Jornadas Andaluzas de Innovación Docente Universitaria. Córdoba, 2009.
- "El blasón heráldico de Cristóbal Colón", en IV Seminario Ibérico de Heráldica y Ciencias de la Historia “La Heráldica en los Descubrimientos y Cristóbal Colón”. Huelva, 2010.
- "Premio a una fidelidad: Títulos lusos ´españolizados´ por Felipe IV tras la independencia de Portugal”, en VI Seminario Ibérico de Heráldica y Ciencias de la Historia “La Nobleza de España y Portugal en la transición del Feudalismo a la Monarquía Absoluta”. Sevilla, 2012.